# Cràter d'art
El Cràter d'Art, fou una penya d'artistes que es reunien en el xalet-restaurant de l'estació d'Olot, per a discutir sobre les noves tendències vanguardistes i promocionar als artistes novells de la localitat, es creà l'any 1939 per iniciativa dels pintors Josep Mª Mir Mas de Xexàs,  Salvador Corriols i Àngel Codinach, que autoanomenaven al grup com a "Cercle d'artistes en eterna discussió". El Cràter era un espai on tothom tenia la porta oberta per parlar d'art, per penjar les seves creacions i veure i comentar les dels companys, per conèixer el que es feia fora dels límits locals, per discutir propostes... Per estar en «eterna discussió». L'ànima del grup era el polifacètic Josep Maria Mir Mas de Xexàs, però entre els integrants d'aquest grup d'artistes destacaren:
- Codinach, Àngel
- Comellas, Federic
- Congost, Sebastià
- Corriols, Salvador
- Cuesta
- Feixas, Lluis
- Grau
- Griera, Rafael
- Lacot
- Mir Mas de Xexas, Josep Mª
- Paxinc (Esteve Serrat)
- Puigbó, Manel
- Quintana
- Ruiz Moyano
- Sala Muntanyola, Joan
- Vayreda Canadell, Josep Mª
- Vinyolas, Xavier
- Zamora Muñoz, Manel

+ i els escultors:
- Ferrés, Joan
- Roqué, Agustí

## Principals Exposicions
- A València l'any 1956 en la sala Lafuente van participar dins la col·lecció “Salón de Primavera de Artistas Olotenses” els artistes Salvador Corriols, Àngel Codinach, Frederic Comellas, Sebastià Congost, Lluís Freixas, Josep Mª Mir de Xexàs i Xavier Vinyolas.[2]
- A Granollers l'any 1956 en l'exposició realitzada pel grup Cràter d'Art, van participar Salvador Corriols, Ángel Codinach, Frederic Comellas, Sebastià Congost, Lluís Feixas, Josep M.ª Mir Mas de Xexás, Esteve Serrat (Paxinc), Joan Sala Muntanyola i Xavier Vinyolas.[3]
- L'octubre de 1957 es va repetir a València l'exposició dels integrants del cràter d'art, aquest cop dins l'exposició “Salón de Otoño del cràter d'art”